# Drei Rosen (Prettin)

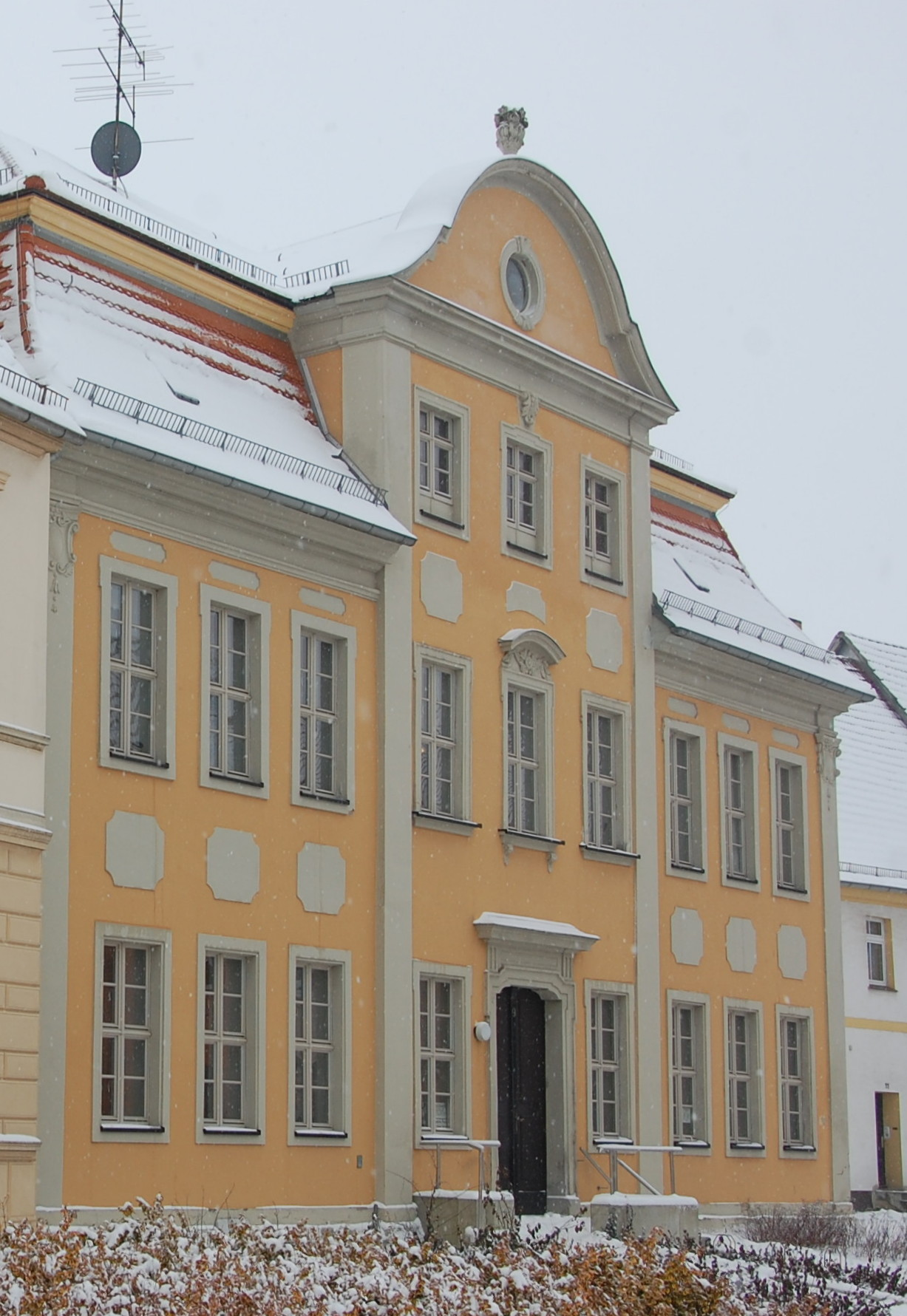
Bürgerhausen Drei Rosen

Das Haus Drei Rosen ist ein denkmalgeschütztes Bürgerhaus im zu Annaburg gehörenden Ortsteil Stadt Prettin in Sachsen-Anhalt.

## Lage
Es liegt an der Adresse Hohe Straße 9 im historischen Ortskern von Prettin, auf der Ostseite der Hohen Straße. Unmittelbar südlich des Hauses mündet die Baderstraße auf die Hohe Straße.

## Architektur und Geschichte
Das zweigeschossige, repräsentative Gebäude entstand in der Zeit um 1725 im Stil des Barock. Auf seiner Westseite wird der neunachsige Bau durch einen dreiachsigen, von einem Giebel bekrönten Mittelrisalit geprägt. Der Risalit wird seitlich durch kolossale Lisenen begrenzt. Mittig besteht hier ein Vasenaufsatz. Die Fassade wird durch Stuckelemente und Putzspiegel gegliedert und verziert. Es besteht eine seitliche Begrenzung durch kolossale Pilaster. Die Phantasiekapitelle verweisen auf Dresdener Vorbilder. An der zur Baderstraße ausgerichteten Fassade sind die Achsen durch Kolossalpilaster voneinander abgetrennt. Bedeckt wird das Gebäude von einem Mansarddach. Ein angrenzender Wirtschaftsflügel stammt bereits aus dem Jahr 1692.
Stilistisch erinnert die Architektur des Gebäudes an die Werke Johann Christoph von Naumanns.
Im örtlichen Denkmalverzeichnis ist das Gebäude unter der Erfassungsnummer 094 35267 als Bürgerhaus verzeichnet.
In der Vergangenheit lautete die Adresse des Gebäudes Hohe Straße 12.